# ТЕС Амбатові
ТЕС Амбатові — теплова електростанція на Мадагаскарі, станом на середину 2010-х років найпотужніша ТЕС країни.
Враховуючи слабке забезпечення Мадагаскару генеруючими потужностями, в межах проекту розробки нікелевого родовища Амбатові запланували спорудження власної теплової електростанції, яку розмістили у комплексі розташованого на узбережжі гідрометалургійного заводу Таматаве. Її основне обладнання складається з трьох розрахованих на споживання вугілля парових  котлів китайського виробництва продуктивністю по 235 тонн пари на годину та трьох парових турбін від Siemens потужністю по 45 МВт, розрахованих на використання вугілля. 
Окрім виробництва електроенергії ТЕС постачає необхідну для виробничого процесу пару (остання також виробляється за допомогою котлів-утилізаторів на двох належних до комплексу заводах, що продукують кислоту).
Для забезпечення стабільної роботи на час проведення ремонтних та регламентних робіт ТЕС також обладнали резервними дизель-генераторами — дев'ятьма Caterpillar потужністю по 2 МВт та тридцятьма Cummins типу C1250 D2R потужністю по 1 МВт. Це обладнання розраховане на використання нафтопродуктів.
Видача продукції відбувається по ЛЕП, що працює під напругою 230 кВ.